# Meriones rex
Meriones rex és una espècie de mamífer rosegador de la família dels múrids. Viu a altituds d'entre 1.350 i 2.200 msnm a l'Aràbia Saudita i el Iemen. Es tracta d'un animal crepuscular. Ocupa diversos tipus d'hàbitats amb matolls. És una espècie en risc mínim, és a dir, no sembla que hi hagi cap amenaça significativa per a la seva supervivència. El seu nom específic, rex, significa 'rei' en llatí.